# Ząbrowo (Świdwin)
Ząbrowo (deutsch Semerow) ist ein Dorf in der polnischen Woiwodschaft Westpommern. Es gehört zur Landgemeinde Świdwin (Schivelbein) im Powiat Świdwiński (Kreis Świdwin).

## Geografische Lage
Das ehemalige Gutsdorf Ząbrowo liegt vierzehn Kilometer nordwestlich von Świdwin. Es grenzt im Norden an den Ortsteil Międzyrzecze (Meseritz) der Gmina Sławoborze (Stolzenberg) und im Westen an die Mołstowa (Molstow), die hier den Beginn des Kreises Łobez (Labes) markiert. Ząbrowo ist über eine Nebenstraßenverbindung von Świdwin über Lekowo (Leckow) und Kartlewo (Kartlow) zu erreichen.

## Ortsgeschichte
Im Jahre 1499 leisten die Gebrüder Rüchel in Semerow Kurfürst Joachim den Lehnseid. 1820 waren hier sechs Bauern ansässig. 1825 war Emanuel von Schmidt Gutsherr in Semerow. 1843 lebten hier 130 Menschen. 1887 wurde mit dem Bau der Landstraße nach Schivelbein begonnen.
Bis 1832 gehörte Semerow zum Kreis Schivelbein, bis dieser in den Landkreis Belgard (Persante) eingegliedert wurde. Semerow war dem Amts- und Standesamtsbezirk Schlenzig (Słowieńsko) zugeordnet und lag im Amtsgerichtsbereich Schivelbein.
Im Jahre 1920 ließ Gutsherr Neumann einen privaten Personenverkehr von Semerow nach Schivelbein einrichten, der auch von den Bewohnern von Berkenow (heute polnisch: Berkanowo), Kartlow (Kartlewo) und Leckow (Lekowo) benutzt werden konnte. Der zunächst eingesetzte, mit einer Plane versehene Lastkraftwagen wurde später durch einen Omnibus ersetzt.
Im Jahre 1939 wurden in Semerow 309 Einwohner in 73 Haushaltungen gezählt. Die Gemeindefläche betrug 820 Hektar, wovon 581 Hektar auf das Rittergut entfielen. Seit 1919 war Major a. D. Kurt Neumann sein Besitzer, der es bis 1945 erfolgreich bewirtschaftete. Zum Gut gehörte eine Stärkefabrik sowie eine Licht- und Kraftanlage.
Der größte Teil der Einwohner Semerow arbeitete in der Landwirtschaft. Handel und Handwerk waren durch zwei Schmieden, eine Tischlerei, eine Stellmacherei sowie eine Schuhmacherei, zwei Kolonialwarenläden und einen Gasthof vertreten. Letzter deutscher Bürgermeister vor 1945 war Otto Pflug.
In den ersten Märztagen 1945 wurde das Dorf von der sowjetischen Armee besetzt und die deutsche Bevölkerung wurde vertrieben. Semerow kam in polnische Hand und ist heute als Ząbrowo ein Teil von Landgemeinde und Powiat Świdwin eingegliedert.

## Kirchspiel Semerow

### Kirchengemeinde
Das Kirchspiel Semerow umfasste die drei Kirchengemeinden Semerow, Berkenow (Berkanowo) und Kartlow (Kartlewo). Eingepfarrt war außerdem Meseritz (Międzyrzecze).
Das Kirchspiel gehörte zum Kirchenkreis Schivelbein der Kirchenprovinz Pommern der evangelischen Kirche der Altpreußischen Union. Es zählte 1940 insgesamt 830 Gemeindeglieder, von denen 458 zur Kirchengemeinde Semerow gehörten. 
Die Kirchenbücher begannen erst 1762, da alle amtlichen Unterlagen dem Siebenjährigen Krieg zum Opfer fielen.
Heute ist Ząbrowo ein Teil des Kirchspiels Koszalin (Köslin) in der Diözese Pommern-Großpolen der Evangelisch-Augsburgischen Kirche in Polen.

### Pfarrkirche
Die Semerower Kirche ist ein rechteckiger Fachwerkbau aus Eichenholz und wurde 1744 erbaut. An der Westseite steht ein verbretterter Turm, der aus einem quadratischen Grundriss in ein Achteck übergeht. Er trägt ein schindelgedecktes Spitzdach.